# 布施定安
布施 定安（ふせ さだやす、正保4年〈1647年〉 - 享保2年6月18日〈1717年7月26日〉）は、江戸時代前・中期の武士。仙台藩の4代藩主伊達綱村・5代藩主吉村に仕えた。特に、伊達吉村の右腕となって、15年にわたり仙台藩の財政改革に取り組んだ。また、新弓の町を作った。

## 先祖
布施氏の姓は藤原といい、伊達家累代の家臣である。布施家の家伝によれば、延喜・延長（10世紀初頭、醍醐天皇の元号）の頃、三善清行の第八男浄蔵の嫡子が、近江国布施というところに住んで布施と名乗り、その後京都に住み、関東将軍家に属し、漸次東北へ移って伊達家へ仕えたという。

### 初代　布施備後守(某)
官職名は備後守、諱は不明。伊達晴宗・輝宗・政宗と伊達家三代にわたって仕えた。布施備後の名は、天文22年(1553年)の「晴宗公采地下賜録」にみられる。晴宗が布施備後にあて、下長井中村(現在の山形県西置賜郡飯豊町中)にある所領を認め、新しく付与するものや、家屋や地税、その他の税を免除する等の記述 がある。布施備後守は、天正13年（1585年）11月、安達郡本宮の人取橋の戦いで、嫡子弥七郎とともに出陣し、敵陣中に討ち死にした。

### 2代　布施定時
官職名は備後守、別名は孫右衛門。弥七郎の弟（何番目の弟かは不明）で、2代目として家を継ぎ、輝宗・政宗二代に仕えた。天正年中にしばしば陣中の謀議に加わり密事の御使などを勤めた。天正19年（1591年）正月、政宗にとって一大事であった太閤の召しを受けての上洛の際、特に政宗より指名を受けて供に加わっている。朝鮮の役（文禄の役）の際には、時の奉行屋代勘解由(屋代景頼)の評定人(補佐役)として富塚宗綱 とともに岩出山留守居の任を果たした。知行高は900石で、そのうち400石は拝借金代に差し上げた。別に養老資金としてもらった100石分は三男時成に譲り、分家とした。(時成は、政宗に奉公し、後に知行高500石となった。大阪夏の陣には、政宗の軍に進んで加わり、自ら首級を取るなど戦功を挙げたが、仙台で没している。時成に子はなく、定時が創設した分家は一代で途絶えた。)
なお、1987年のNHK大河ドラマ「独眼竜政宗」では、布施定時役を萩原流行が演じている。

### 3代　布施定成
官職名は備前守、別名は正六および清左衛門。政宗・忠宗の二代に仕え、慶長10年（1605年）4月、将軍徳川秀忠上洛参内に従った政宗のお供を勤めた。同18年（1613年）年12月、幕府から仙台藩に対し、越後高田城の営築が命じられたが、翌年、これに出駕した政宗の供を勤めた。さらに、元和元年（1615年）、政宗の子伊達秀宗が伊予国宇和島へ封じられた際、その国入りの供も勤めている。

### 4代　布施定時
官職名は備後守、別名は百助・清左衛門・孫右衛門。忠宗・綱宗・綱村の三代に奉公した。綱村公の代には、若干の新田を得て、知行は、605石7斗7升となった。

4代　布施備後の屋敷（縮尺小）。吹き出しは執筆者による。このころは中級武士のエリアにある。

4代　布施備後の屋敷（縮尺大）

## 生涯

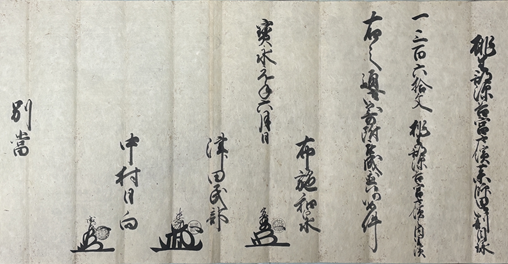
宮戸医王寺に残る仙台藩の知行目録。布施和泉（定安）の花押がある。この頃の奉行は、3人体制であった。

布施家5代目にあたる定安は、布施家中興の祖と称された人物である。伊達吉村の側近として、多くの反対者の批判を受けながらも、伊達家の財政立て直しに尽力した。定安が奉行（他藩の家老にあたる。仙台藩の役職参照）になった背景には伊達騒動が関係している。この事件後、仙台藩では、一族出身者を奉行などの要職から徐々に遠ざける様になり、実務能力重視・家臣団のバランス重視の政治体制へと移行していった。
元禄11年（1698年）、定安は伊達綱村晩期に奉行に任ぜられ、家格は永代着座（仙台藩の家格参照）となった。また2000石の禄を賜り、翌13年（1700年）には中津山（現石巻市桃生町中津山）の領主となった。
元禄16年（1703年）に伊達吉村が藩主となると、彼は伊達家の財政再建に着手した。当時の伊達家の財政は、洪水や干害・冷害による凶作の影響に、綱村から吉村への代替わりに伴う負担が加わったことで非常に苦しくなっていた。そこで定安は、藩政立て直しの手段として、家中手伝金や百姓町人からの借り上げによって藩の基金を確保しようと図った。一門衆その他の諸士からは常に反対されていたが、吉村は財政立て直しのためにはやむなしと定安の意見を多く採用したので、定安は反対派から藩主側の人間と目されることになった。
宝永年間には吉村から多年の功を賞され、1000石の加増を仰せ出されたが、十分な働きができなかったとして、自らは200石で十分であるとし、加増分である200石をもって新しく弓足軽を置いて万一の時の備えとすることで藩恩に報いることを申し出た。吉村の許しが下りたため、定安は仙台新弓の町に弓隊を設けた。
正徳元年（1711年）3月、定安は「正徳2年以降5年間、家中知行の四分の一を召し上げる」「知行一貫文につき、三切ずつ永久に上納する」のどちらかを藩士たちに選択させることを提案した。吉村はこの提案を容れたが、これに対し一門衆及び諸士が猛反発したため、実現しなかった。
定安は2年後の正徳3年（1713年）、病気を理由に辞職を願い、藩政の中枢から退いた。隠居所を「仙台城東北の小泉村安養山」（現在の仙台市宮城野区東仙台）に構えることを許されて、白水と改名し「七雨軒（ななみけん）」という庵を建てた。以降、亡くなる享保2年（1717年）6月16日まで、ここに住み続けた。

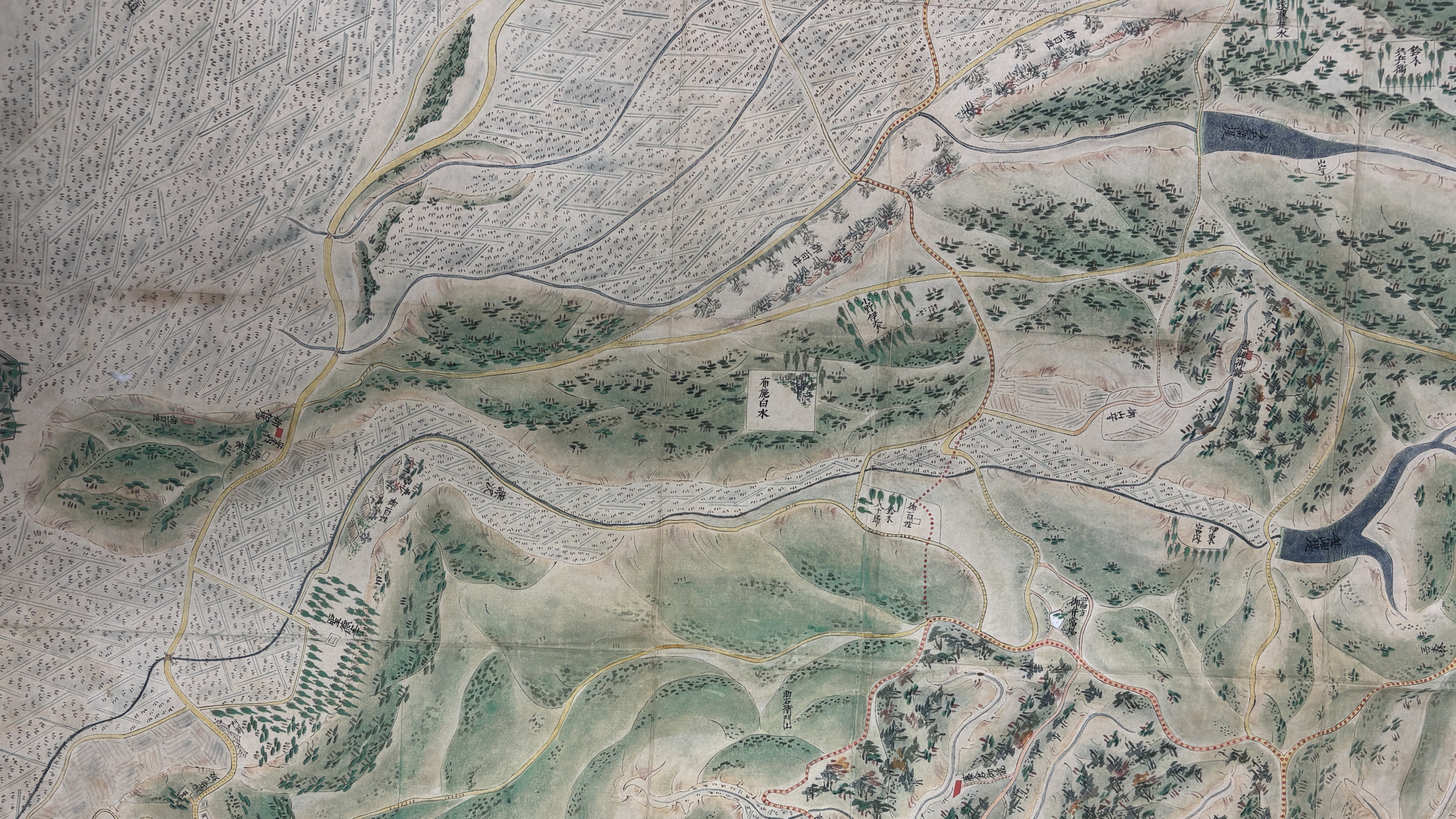
野初め絵図（宮城県図書館蔵）の七雨軒（布施家下屋敷）。

なお隠居屋敷（七雨軒）の場所であるが、江戸時代の「野初め絵図（のぞめえず）」に、「布施白水」の名が見える（絵図中央）。絵図には川や堤、山などの位置がかなり正確に描かれており、現在の地図と対比することができる。

## 没後
生前、定安は、先祖供養のため七雨軒敷地内に光明寺塔頭龍雲庵を建てていた。亡くなった後、この廟所に葬られた。法号は七雨軒備翁白水居士。光明寺にある布施家の布施定安碑銘（平成11年5月24日、布施敬二郎記）には「当初安養山にあった墓碑は、（昭和4-5年頃）東九番丁の法輪院に移された。さらに（昭和55年頃に）葛岡に埋葬されたが、その後墓の位置がわからなくなってしまった。忘失は惜しいことである。事実の書かれた碑文を、ここに復刻する」と記されている。

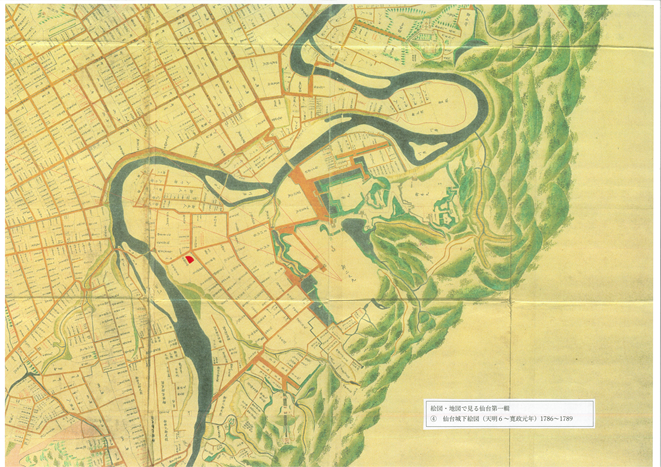
仙台城下の布施家上屋敷（天明6-寛政元年）。赤印は執筆者による。赤印の位置に、9代 定胤の名前が見える。この場所は本丸に近い上級武士の居住区域で、現在の宮城県美術館近辺にあたる。

また、七雨軒は、布施家の下屋敷として使われ続けた（一帯は、布施山と称されていた）。

## 信仰

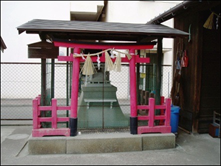
新弓ノ町八幡神社内にある布施大明神。定安が祀られている。

定安存命中の正徳6年（1716年）、藩命を受けた息子定信は、京都の石清水八幡宮（男山八幡宮）から分霊し、新弓ノ町八幡神社として祀り、弓隊の氏神とした。定安没後も、彼の恩に感ずるこの町の武士たちは、社内に布施大明神として祀り、小祀を年々絶やさず現在に至っている。

## 末裔

### 本家
|        | 名     | 別名   | 主な役職                               | 備考                                                       |
| ------ | ------ | ------ | -------------------------------------- | ---------------------------------------------------------- |
| 6代目  | 定信   | 備前   | 江戸番頭兼申次役 大番頭 若年寄         | 分家創設 藩命を受け新弓の町八幡神社創設 柳津邑に在所を賜う |
|        | 定安   | 数馬   |                                        | 早世。光明寺墓誌では7代目とされている。                    |
| 7代目  | 定誠   | 舎人   | 脇番頭                                 | 定信の嫡孫。                                               |
| 8代目  | 定寿   | 清五郎 | 武頭 永代着座（三番座）                | 安永3年（1774年）、江戸芝邸にて客死。                      |
| 9代目  | 定胤   | 文之助 | 脇番頭                                 | 定誠の子（定寿の弟）。                                     |
| 10代目 | 定卿   | 采女   | 大番頭                                 |                                                            |
| 11代目 | 定保   | 舎人   | 武頭                                   | 定卿の次男。                                               |
| 12代目 | 定徳   | 備前   | 大番頭兼若年寄、軍事局（奉行・若年寄） | 慶応元年（1865年）、戊辰戦争で福島へ出陣（軍事局）。       |
| 13代目 | 泉     | 定延   |                                        | 早世。                                                     |
| 14代目 | 淡     |        |                                        |                                                            |
| 15代目 | 信太郎 |        |                                        |                                                            |
| 16代目 | 敬二郎 |        |                                        |                                                            |

定安の子定信は、享保8年（1723年）に在郷屋敷を本吉郡柳津村（現在の登米市津山地域）に移され、在所拝領となった。
12代目の定徳のときに版籍奉還があり（明治2年（1869年））、2年後の明治4年（1871年）には宮城県国分小泉村（布施家旧下屋敷）にて帰農することになった。当時の家族9人、家中はその家族たちを含めて302人であった。俸禄が絶えた中で農に励んだが、その後、在所柳津村に帰った。定徳は明治6年（1873年）の学制施行とともに、柳津小学校教師を命ぜられ、妻のとらとともに教育に尽くした。

14代目の淡（あわし）は宮城学院・東北学院で教鞭をとった洋画家で、淡の長男信太郎・次男悌次郎も洋画家として名を馳せた。

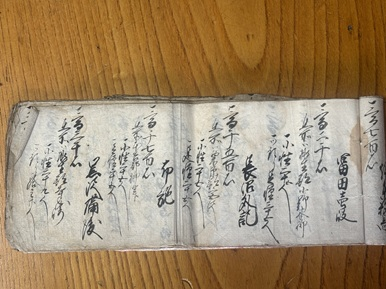
仙台藩士の石高を記した古文書（善應寺所蔵）。布施氏だけが苗字のみの記載。。

### 分家
|        | 名       | 別名       | 主な役職 | 備考 |
| ------ | -------- | ---------- | -------- | --- |
| 初代   | 定安     | 和泉       | 奉行     | 本家5代目。初代を定寛とする説もある。 |
| 2代目  | 定寛     | 運之丞     | 武頭     | 定安の弟の子。 |
| 3代目  | 定時     | 卯平次     | 脇番頭   | すぐ下の弟の定寿は中山武左衛門の養子となったが断絶している。妹の若野（和歌野）は、御中奥、御年寄（阿監）となる。一番下の弟時行は、さらに分家として別れ、その系は、現在の登米郡迫町佐沼の布施家として続いている。 |
| 4代目  | 定雄     | 千代之進   |          | 本家から迎えた養子。本家7代定誠の子。 |
|        | （定胤） | （文之助） |          | 『桃生町史』ではこの定胤を5代目として分家を継いだが、後に本家の婿養子となったと紹介している。 |
| 5代目  | 定静     | 保(小膳)   |          | |
| 6代目  | 貞矩     | 市郎       |          | |
| 7代目  | 貞之     | 雅楽之助   | 武頭     | 戊辰戦争に出陣し、8月16日、相馬口にて討死。28歳没。 |
| 8代目  | 貞真     | 保         |          | 慶応4年（1868年4月）、14歳で布施家名代として戊辰戦争に出陣。明治維新後、給人町を離れる。 |
| 9代目  | 貞高     | 勝之助     |          | 給人町布施家祭礼継承。佐々木氏養子となり、以後佐々木姓を名乗る。 |
| 10代目 | 清次郎   |            |          | |
| 11代目 | 栄       |            |          | |
| 12代目 | 栄喜     |            |          | |

分家の人名や定胤の扱いなど、『桃生町史』『給人町布施家系譜』と『津山町史』とで記述が異なる場合があるが、ここでは『津山町史』の記述に統一して示した。

布施分家の上屋敷（天明6-寛政元年）。布施小膳は、分家５代目の人。この屋敷は、江戸時代の終わりまで、分家の上屋敷として続いた。この地は、「北四番丁支倉通西南角」に当たり、明治になって分家8代目の貞真（保）が知行地を離れて移ったところである。地図上の吹き出しは、筆者による。地図には、同時代を生きた、本家の布施文之助の名も見える。

本家6代目定信は、正徳5年（1715年）、仙台藩の家臣であった中山武左衛門基信の次男定寛を給人町（現石巻市桃生町）に分地して別家とし、この家も布施を称した。これが布施分家の始まりである。家格は召出二番座、知行300石となっている。

分家8代目貞真（保）については、「明治維新後、知行300石を返上し、妻の実家である前谷地村舟島の齋藤氏の地に転住」したとする文献がある。この「前谷地村舟島」とは舟島山付近を指す。また、別の書には「明治4年に仙台の北四番丁支倉通西南角に屋敷を持ち、宮城郡国分小泉村に住んだ」との記述がある。「仙台の北四番丁支倉通西南角」は現在の東北大学病院の向かい側、「宮城郡国分小泉村」は仙台市宮城野区東仙台から安養寺にかけた地である。
この移転の後に9代目として布施氏分家の系譜を引き継いだのは、8代目定範の弟にあたる貞高（勝之助）である。「給人町布施氏系譜」には、「勝之助維新後帰農仕（つかまつ）り故あって佐々木氏の養子と相成るも布施家の系脈を保つため、旧家中佐藤友吉定之進父子の助力と奔走に依り旧下屋敷を他より買戻して住し布施氏の系を継ぐも姓を佐々木とす」とある。『桃生町史』資料編には「中津山村佐々木氏の養子となり（給人町の）布施氏旧屋敷に住み、布施家の祭礼を継承した。その子孫は、代々この地に住み、清次郎ー栄と続いている。」とある。栄の跡は、栄の子である栄喜が分家布施家の祭礼継承者としてその系を継いでいる。